# Hyphalaster inermis
Hyphalaster inermis är en sjöstjärneart som beskrevs av Percy Sladen 1883. Hyphalaster inermis ingår i släktet Hyphalaster och familjen Porcellanasteridae. Inga underarter finns listade i Catalogue of Life.